# 原墙县
原墙县，中国旧县名。
豫皖苏解放区设。1947年由安徽省太和县析置，治所在原墙集（今安徽省太和县原墙镇）。县以治所得名。1948年撤销，仍并入太和县。 